# باربارا لیوی
باربارا لیوی (ایتالیایی: Barbara Livi؛ زادهٔ ۵ مهٔ ۱۹۷۳) بازیگر و مدل اهل ایتالیا است.
از فیلم‌ها یا مجموعه‌های تلویزیونی که وی در آن‌ها نقش داشته است، می‌توان به گنجشک و افسون اشاره نمود.